# Rhabdomastix robusta
Rhabdomastix robusta är en tvåvingeart som beskrevs av Jaroslav Stary 2003. Rhabdomastix robusta ingår i släktet Rhabdomastix och familjen småharkrankar. Inga underarter finns listade i Catalogue of Life.